# Teliko (The X-Files)
«Teliko» es el tercer episodio de la cuarta temporada de la serie de televisión estadounidense de ciencia ficción The X-Files. Fue escrito por Howard Gordon y dirigido por James Charleston. El episodio se emitió originalmente en los Estados Unidos el 18 de octubre de 1996 en la cadena Fox. Es una historia del «monstruo de la semana», una trama independiente que no está relacionada con la mitología más amplia de la serie. «Teliko» obtuvo una calificación Nielsen de 11,3, siendo visto por 18,01 millones de personas en su transmisión inicial.
El programa se centra en los agentes especiales del FBI Fox Mulder (David Duchovny) y Dana Scully (Gillian Anderson) que trabajan en casos relacionados con lo paranormal, llamados expedientes X. En este episodio, Mulder y Scully son llamados para investigar las muertes inexplicables de varias personas africanas y afroamericanas cuya piel se volvió blanca como resultado de un trastorno médico raro o una extraña maldición.
El episodio presenta la segunda aparición de Laurie Holden como Marita Covarrubias, luego de su debut en el estreno de la cuarta temporada «Herrenvolk». Carl Lumbly es la estrella invitada como un trabajador social. Inspirada en los temas de la discriminación racial, «Teliko» explora la xenofobia y los prejuicios. Los efectos de maquillaje en el episodio fueron difíciles de aplicar y tardaron varias horas en completarse. El episodio recibió críticas mixtas de los críticos, quienes compararon el episodio con episodios anteriores de la serie. Los temas raciales del episodio atrajeron una atención mixta.

## Argumento
En un vuelo de una aerolínea internacional, un hombre africano ingresa al baño, donde es atacado por un hombre que exhibe rasgos albinos. El atacante sale del baño con su habitual tono de piel negra. Antes de que el avión aterrice en Estados Unidos, una azafata descubre a la víctima en el baño, desprovista de su pigmentación en la piel.
Tres meses después, Walter Skinner (Mitch Pileggi) llama a Dana Scully (Gillian Anderson) y le informa que cuatro hombres afroamericanos han sido secuestrados en Filadelfia. Uno de ellos ha sido encontrado muerto exhibiendo despigmentación. Un especialista del CDC cree que los hombres han muerto a causa de una enfermedad y le ha pedido a Scully que investigue el caso. Fox Mulder (David Duchovny) se une a Scully y hace que el Agente Pendrell analice algunas de las muestras de evidencia de la autopsia de Sanders, quien encuentra una semilla de una rara pasiflora de África Occidental. Mulder le lleva la semilla a su informante de la ONU Marita Covarrubias y le pide ayuda; ella le proporciona información sobre el incidente en el avión.
Mientras tanto, Samuel Aboah (Willie Amakye), un inmigrante africano que busca la ciudadanía, ataca a un joven negro mientras espera el autobús y lo secuestra. Al investigar la desaparición, Mulder predice que se encontrará otra semilla. Tienen a Marcus Duff (Carl Lumbly), un trabajador social que está ayudando a Aboah a solicitar la ciudadanía, cotejando los nombres de los pasajeros del vuelo con los que solicitan la residencia permanente o una visa de trabajo. Esto los lleva a Aboah, quien corre cuando intentan interrogarlo y lo descubren después de meterse en una tubería de drenaje. Aboah parece no tener síntomas de enfermedad cuando lo analizan en un centro médico local, pero Scully planea examinarlo más a fondo.
Mulder ve a Diabra, un diplomático de Burkina Faso. Diabra le cuenta un antiguo cuento popular del pueblo Bambara sobre los Teliko, que eran «espíritus del aire» nocturnos. Mientras tanto, Scully examina una tomografía PET de Aboah, que muestra que no tiene glándula pituitaria. Aboah escapa del hospital y se encuentra con Duff en un automóvil; paraliza a Duff de la misma manera que a sus otras víctimas e inserta un objeto de metal largo en su nariz. Un policía encuentra a Duff y solicita una ambulancia, y la policía les dice a Mulder y Scully que están barriendo el área en busca de Aboah. Conduciendo, Mulder le dice a Scully que cree que Aboah es el mítico Teliko. Se detiene en un sitio de demolición, recordando que Pendrell encontró fibras de asbesto en el cuerpo de Sanders. Mulder y Scully se separaron en el sitio; Mulder queda paralizado y Aboah lo lleva a un conducto. Scully, después de haber escuchado los gritos de ayuda de Mulder, lo rastrea en el conducto y puede sacarlo, encontrando los cuerpos despigmentados de las otras víctimas. Aboah cae sobre Scully, pero la mirada de Mulder la alerta y rápidamente se da la vuelta y le dispara. En su diario de campo, Scully escribe que Aboah lucha por sobrevivir mientras espera el juicio. Ella reflexiona que la ciencia puede descubrir la condición y la supervivencia de Aboah, pero los humanos tienen miedo de un extranjero entre ellos que los hace «engañar, engatusar y ofuscar».

## Producción

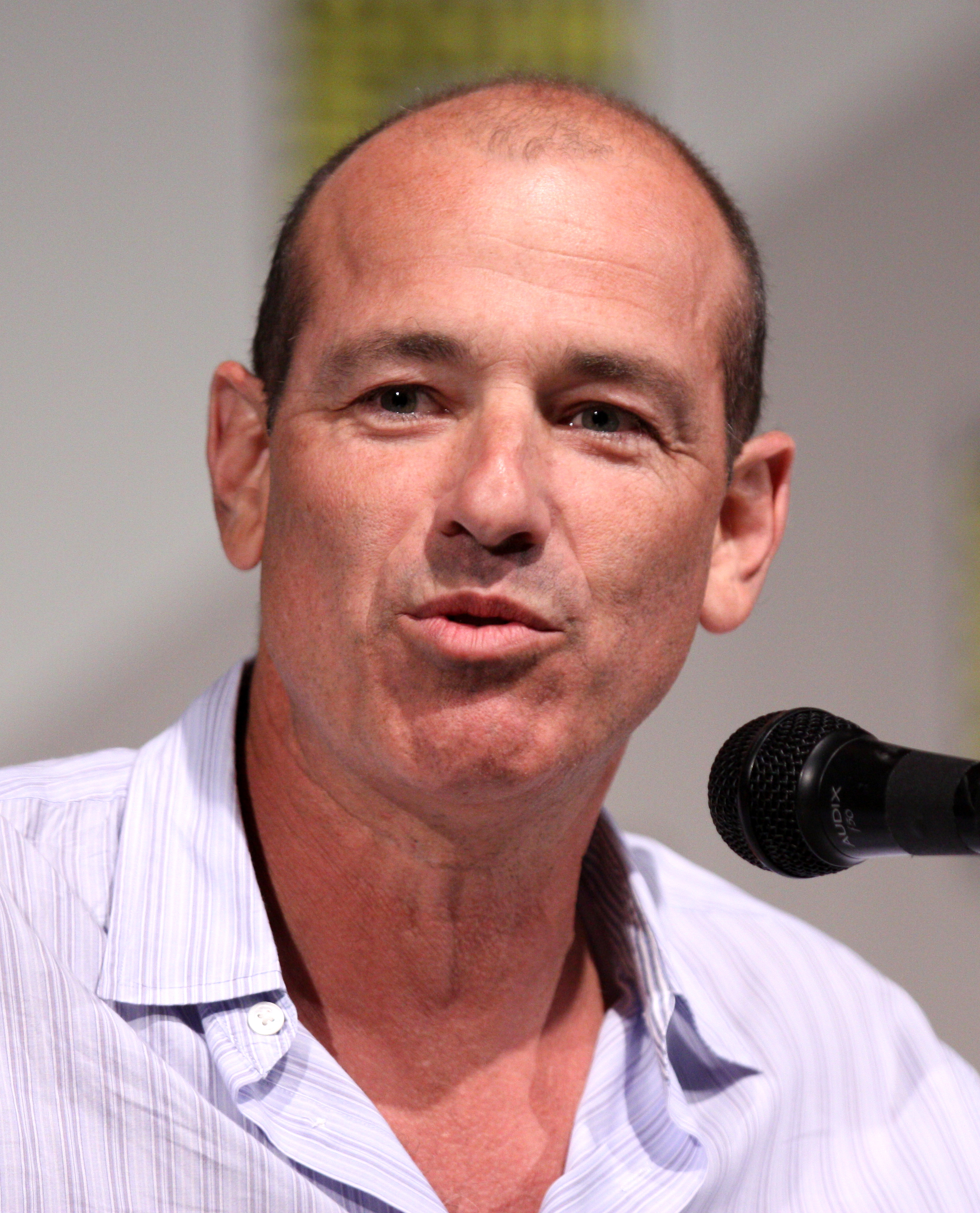
El concepto del episodio se originó en Howard Gordon, quien quería escribir un episodio con un antagonista inmortal.

El escritor y productor ejecutivo Howard Gordon estaba trabajando originalmente en un episodio sobre alguien que parecía inmortal, pero después de discutir con el productor consultor Ken Horton, agregó la noción de xenofobia y «vampiros albinos chupadores de melanina». El creador de la serie Chris Carter aprobó la historia, pero el primer borrador del guion fue rechazado por el personal de redacción, y la historia fue reestructurada y reescrita. Cuando el episodio entró en preproducción, Carter le pidió a Gordon que refinara el guion para darle un propósito, y fue entonces cuando a Gordon se le ocurrió el tema de «engañar, engatusar y ofuscar». Scully dice esta frase por primera vez en una conversación con Mulder después de la autopsia de Owen Sanders, el cuarto hombre desaparecido. Más tarde, Mulder le devuelve la misma frase con frustración cuando sale del Centro Médico Mt Zion (donde se ha examinado a Aboah) para encontrarse con Diabra, el diplomático burkinés. Y Scully finalmente usa la frase en su diario de campo durante sus sentimientos finales.
Esto reemplaza el eslogan habitual «The Truth is Out There» (La verdad está ahí afuera) durante la secuencia del apertura del episodio. A Carter también se le ocurrieron las armas de Aboah utilizadas para extraer la glándula pituitaria que mantenía escondida en su esófago. «Teliko» en griego significa «fin», aunque «Téliko» es el nombre de un «espíritu del aire» en la mitología bambara que a veces se piensa que es un albino. El colega escritor John Shiban sugirió que Teliko emergiera del país de Burkina Faso en base a su trabajo anterior de programación de tarifas de correo aéreo extranjero para una compañía de software de computadora.
El casting para el episodio fue difícil, ya que el equipo de producción quería africanos reales. Hicieron una audición a todos los que pudieron encontrar, incluida una compañía de teatro africana que pasaba por allí. El papel de Marcus Duff finalmente fue para Carl Lumbly, quien era conocido por su papel en Cagney & Lacey de CBS. El papel de Aboah fue para Willie Amakye, un corredor olímpico ghanés que acababa de regresar a su hogar en el sur de California después de los Juegos Olímpicos de verano de 1996 en Atlanta, Georgia. Para parecer albina, la piel de Amakye se sometió a varias capas de crema protectora, capas de polvo blanco y un poco de polvo rosa para darle color. También usó lentes de contacto para los ojos rosas transparentes. El cabello de Amakye se tiñó de naranja para los efectos especiales de posproducción para cambiarlo de blanco y negro. Como se revela en su tarjeta de residente extranjero, el cumpleaños de Aboah es el 25 de septiembre, una referencia al cumpleaños de la hija de Gillian Anderson.
La secuencia inicial de «Teliko» hace uso de un escenario de cabina de avión construido para los episodios posteriores de la temporada «Tempus Fugit» y «Max», aunque la plataforma de agitación hidráulica del set aún no se había completado. El compositor Mark Snow usó tambores, flautas y cánticos africanos en su partitura para el episodio. También utilizó muestras de «The Bulgarian Women's Chorus», una grabación conocida en el sur de California en la promoción de una estación de radio local. Las composiciones de Snow a menudo utilizan elementos de tambores tribales africanos, pero «Teliko» presenta un uso bastante prominente.

## Temas
| Lo que sustenta la imaginación de la otredad de The X-Files' no es simplemente la extrañeza de lo esotérico, sino su codificación en oposición a la Ley y al orden cívico. Asignado a los cronotopos de los callejones oscuros del centro de la ciudad, este otro del orden cívico se imagina fácilmente como ese otro que se resiste a la Ley o, más comúnmente, no logra integrarse plenamente en el orden civil. En el ejemplo de «Teliko» que he señalado de X-Files, este otro es, por supuesto, el inmigrante ilegal que vive entre las minorías étnicas de su propio color y se aprovecha de ellas. Así, la imagen de la otredad en The X-Files se une a una de las principales preocupaciones de los sistemas políticos de Occidente. —El profesor Ato Quayson de la Universidad de Toronto sobre los temas del episodio. |

«Teliko» explora el concepto del otro, con personajes de una raza diferente que representan al «otro». En el episodio, Estados Unidos y su cultura son tratados como la norma, en donde la cultura africana en el episodio se describe de una manera intimidante. Los cuentos populares africanos, que a menudo no se consideran extraños en su propio contexto, se presentan en el episodio como siniestros y extraños. El episodio también presenta de manera prominente música tribal africana, y Howard Gordon afirmó que vincular el carácter étnico sobrenatural a la música tribal agregaba un sentimiento más «exótico» al personaje. Sin embargo, Allan F. Moore, en su libro Analyzing Popular Music, sostiene que el uso de la música en este episodio refuerza un «deslizamiento culturalmente peligroso entre los demás».
Al hacer que el personaje parezca más antinatural, emana de muchas maneras una cualidad «extraterrestre» para él. Charles D. Martin reflexionó en The White African American Body que «la negritud está claramente unida a la identidad racial» en el episodio, comentando que el episodio equipara la comprensión cultural de la raza con el mero color de la piel. Martin cita la broma de Mulder sobre Michael Jackson como un comentario consciente de sí mismo sobre «otro negro blanco contemporáneo» que refuerza un estereotipo.
Zoe Detsi-Diamanti, en su libro The Flesh Made Text Made Flesh, comentó sobre la representación de la raza en el episodio. Ella argumenta que el episodio señala que un hombre negro «perfectamente normal» se ve de cierta manera, señalando que el episodio establece que un hombre negro se define por un «cierto pigmento de la piel». Cualquier excepción a esta norma se describe de manera negativa, siendo la ciencia la única respuesta a los fenómenos no naturales. Dean Kowalski estuvo de acuerdo con el análisis en The Philosophy of The X-Files, comentando que uno de los temas principales de los episodios giraba en torno al intento de la ciencia de explicar las teorías populares y los fenómenos paranormales. Aboah, el antagonista del episodio, escapa del FBI al meterse en un carrito de comida, una hazaña que se comparó con esclavos que escapan en barcos de esclavos inconformes.

## Recepción
«Teliko» se emitió originalmente en la cadena Fox el 18 de octubre de 1996. El episodio marcó la última vez que un episodio de la serie se emitió un viernes. Este episodio obtuvo una calificación Nielsen de 11,3, con una participación de 20, lo que significa que aproximadamente el 11,3 por ciento de todos los hogares equipados con televisión y el 20 por ciento de los hogares que miran televisión, sintonizaron el episodio. «Teliko» fue visto por 18,01 millones de espectadores en la primera emisión.
El episodio recibió críticas generalmente mixtas de los críticos. Entertainment Weekly le dio a «Teliko» una calificación de «C–», encontrándolo similar al episodio de la primera temporada «Squeeze». Zack Handlen de The A.V. Club le dio una «B–», también señaló su similitud con «Squeeze» y descubrió que tenía matices raciales incómodos. Sin embargo, sintió que el clímax fue «maravillosamente tenso» y «uno de los mejores clímax que ha hecho el programa». Sarah Stegall otorgó al episodio dos estrellas de cinco, y también señaló las similitudes con «Squeeze». Criticó la representación de Mulder y Scully y comentó que a los dos les faltaban escenas de calidad juntos. Ella elogió la escena en la que el agente Pendrell está decepcionado por no ver a Scully y la describió como el punto culminante del episodio. En su libro The Nitpicker's Guide for X-Philes, el autor Phil Farrand señaló una inconsistencia en el episodio; antes de la línea de tiempo del episodio, Aboah solo mata a cuatro hombres en tres meses, pero durante la duración del episodio, mata a dos hombres en cuestión de días.